# Mazraki
Mazraki (en griego Μαθράκι) es una pequeña isla jónica del archipiélago de Diapontia, situada a unos 10 km al norte de Corfú, prácticamente equidistante de Othonoí y Erikusa. Administrativamente pertenece a la periferia de Islas Jónicas y la unidad periférica de Corfú. La única población de la isla se denomina también Mazraki.

## Toponimia
Según una leyenda, la isla fue destruida por fuego de carbones (en griego ανθράκια, anthrákia) y de ahí deriva su nombre. En realidad, su nombre antiguo era «Malthaki» (Μαλθάκι), habiéndose transformado por influencia de Samotracia (Σαμοθράκη).

## Geografía física
Mazraki es una isla frondosa, cubierta por olivos y pinos. En sus cercanías se encuentran tres islotes: Diakopo, Diaplo y Tracheia.